# Ricardo María de Arredondo
Ricardo María de Arredondo (Madrid, 26 de diciembre de 1852 - París, 28 de enero de 1873), fue el primer y único duque de San Ricardo, y también el único hijo del segundo matrimonio del infante don Francisco de Paula de Borbón y su esposa, doña Teresa de Arredondo y Ramírez de Arellano. No fue infante de España ni portó el apellido Borbón.

## Biografía
Nació en Madrid poco tiempo después de que se celebrase el matrimonio de sus padres, que tuvo lugar en dicha ciudad el 19 de diciembre del mismo año. Las nupcias, que obtuvieron el consentimiento verbal de la reina Isabel II, impedían no obstante que cualquier hijo nacido de esa unión recibiese el título de infante de España o pudiese portar el apellido Borbón. Con el fin de mejorar la situación de su joven primo, Isabel le otorgó el título de duque de San Ricardo y la Grandeza de España.
Poco se sabe de la vida de este joven, que probablemente fue un muchacho enfermizo. En 1865 quedó huérfano de padre, y en 1868 La Gloriosa destronó a Isabel II. Ricardo y su madre tuvieron que marcharse a París, donde residió en el número 7 de la Rue Le Sueur, entonces residencia de su medio hermano, Francisco de Asís de Borbón. Falleció allí, sin testar, el 28 de enero de 1873. No dejó herederos ni sucesor alguno a su título, que revirtió a la Corona española.
Fue enterrado en el cementerio parisino de Montmartre. El ducado de San Ricardo quedó suprimido por Real Orden el 19 de noviembre de 1883.